# Cenocoelius hyalinipennis
Cenocoelius hyalinipennis är en stekelart som beskrevs av Szepligeti 1901. Cenocoelius hyalinipennis ingår i släktet Cenocoelius och familjen bracksteklar. Inga underarter finns listade.